# Little Nerang Dam
Little Nerang Dam är en sjö i Australien. Den ligger i delstaten Queensland, omkring 80 kilometer söder om delstatshuvudstaden Brisbane. Little Nerang Dam ligger 182 meter över havet. Arean är 0,11 kvadratkilometer. 
I omgivningarna runt Little Nerang Dam växer i huvudsak städsegrön lövskog. Runt Little Nerang Dam är det ganska tätbefolkat, med 62 invånare per kvadratkilometer. Genomsnittlig årsnederbörd är 1 801 millimeter. Den regnigaste månaden är januari, med i genomsnitt 320 mm nederbörd, och den torraste är oktober, med 41 mm nederbörd.